# 天下一Jr.
天下一Jr.（てんかいちジュニア）は、プロレスリングZERO1主催のジュニアヘビー級の選手によるシングルトーナメント戦もしくはシングルリーグ戦。

## 概要
前身のプロレスリングZERO-ONE時代に社長であった橋本真也が考案。優勝者にはチャンピオンベルト、トロフィー、優勝賞金200万円（当初は1万ドルだった）が授与される。大会のモチーフになっているのは漫画「ドラゴンボール」で開催されている「天下一武道会」で、大会の最初にドラゴンボールをモチーフにしたガラス球が出場選手に与えられてトーナメントの勝者が敗者の球を回収していき、最終的にすべての球を手に入れた優勝者の願いが叶えられることになっている。
2014年8月4日、9月に開催が予定されていた「天下一Jr.」の無期限延期を発表。集客が見込めないことが理由とされている。
2015年7月16日、2年ぶりに「天下一Jr.」が開催されて優勝した日高郁人が願いごと「天下一Jr.、毎年必ず開催することを約束してください」と訴えた。以降は「天下一Jr.」が毎年開催されていたが、2024年は開催されておらず、2015年から続いた毎年開催が途切れることになった。

## 歴代優勝者
| 開催年        | 優勝者                 | 準優勝               | 出場選手 （「A」と「B」の表記はリーグ戦、他はトーナメント戦） |
| ------------- | ---------------------- | -------------------- | --- |
| 第1回 2002年  | 坂田亘                 | 星川尚浩             | 高岩竜一、星川尚浩、ディック東郷、佐々木義人、坂田亘、日高郁人、小笠原和彦、CWアンダーソン、 |
| 第2回 2004年  | 高岩竜一               | 石井智宏             | A：高岩竜一、星川尚浩、ロウキー、浪口修、日高郁人 |
| 第2回 2004年  | 高岩竜一               | 石井智宏             | B：坂田亘、レオナルド・スパンキー、石井智宏、ゼブラーマン、葛西純 |
| 第3回 2005年  | 佐々木義人             | 村浜武洋             | A：高岩竜一、藤田ミノル、佐々木義人、Gamma、男色ディーノ |
| 第3回 2005年  | 佐々木義人             | 村浜武洋             | B：日高郁人、村浜武洋、PSYCHO、サンジェイ・ダット、アレックス・シェリー |
| 第4回 2006年  | 藤田ミノル             | 菅原拓也             | GENTARO、ビリーモレノ、高岩竜一、オージー・オズボーン、アレックス・シェリー、菅原拓也、藤田ミノル、クリス・セイビン、日高郁人、佐々木義人 |
| 第5回 2007年  | 田中将斗               | 望月成晃             | 日高郁人、菅原拓也、竹村豪氏、藤田ミノル、望月成晃、田中将斗、谷嵜なおき、ディック東郷、澤宗紀、チャド・マレンコ |
| 第6回 2008年  | 高岩竜一               | 稔                   | 日高郁人、菅原拓也、藤田ミノル、澤宗紀、高岩竜一、ザ・グレート・サスケ、稔、キンボス・ライス |
| 第7回 2009年  | 日高郁人               | プリンス・デヴィット | 日高郁人、菅原拓也、藤田ミノル、澤宗紀、サンジェイ・ダット、大原はじめ、プリンス・デヴィット、マグニチュード岸和田、フジタ"Jr"ハヤト、戸澤陽 |
| 第8回 2010年  | 日高郁人               | 怪人ハブ男           | 日高郁人、澤宗紀、タイソン・デュックス、佐藤光留、斎藤謙、円華、サンジェイ・ダット、怪人ハブ男、菅原拓也、藤田ミノル |
| 第9回 2011年  | 澤宗紀                 | フジタ“Jr”ハヤト     | 澤宗紀、フジタ"Jr"ハヤト、日高郁人、菅原拓也、藤田峰雄、怪人ハブ男、ロビー・ハート、伊藤崇文、横須賀享、スペル・クレイジー |
| 第10回 2012年 | ジョナサン・グリシャム | 日高郁人             | 菅原拓也、高岩竜一、日高郁人、堀口元気H.A.Gee.Mee!!、伊藤崇文、怪人ハブ男、藤田峰雄、めんそ〜れ親父、橋本大地、クレイグ・クラシック、シコデリコJr.、ジョナサン・グリシャム、ロビー・ハート、ショーン・ギネス、フランク・デヴィッド、フィル・ボイド、ジェイソン・ニュー、ホーホー・ルン |
| 第11回 2013年 | HUB                    | 藤田峰雄             | 菅原拓也、日高郁人、エル・イホ・デル・パンテーラ、HUB、藤田峰雄、ビリーケン・キッド、タイガースマスク、クレイグ・クラシック、YO-HEY、ジョナサン・グレシャム、めんそ〜れ親父、怨霊、ジャック・アンソニー、ハートリー・ジャクソン、ジェイソン・リー                                      |
| 第12回 2015年 | 日高郁人               | 木高イサミ           | 谷嵜なおき、藤田峰雄、日高郁人、カズ・ハヤシ、イリオモテ・ワイルド・キャット、エイサー8、フジタ"Jr"ハヤト、那須晃太郎、"brother"YASSHI、原学、剣舞、木高イサミ、高岩竜一、PSYCHO、菅原拓也、ヘラクレス千賀、ジェイソン・リー、勝俣瞬馬、伊藤崇文、宮本裕向                             |
| 第13回 2016年 | 菅原拓也               | 鈴木鼓太郎           | フジタ"Jr"ハヤト、高岩竜一、竹田誠志、石田慎也、木高イサミ、ウルティモ・ドラゴン、菅原拓也、野村卓矢、日高郁人、鈴木鼓太郎 |
| 第14回 2017年 | ショーン・ギネス       | 鈴木鼓太郎           | A：菅原拓也、大谷晋二郎、田中稔、フジタ"Jr"ハヤト、ショーン・ギネス |
| 第14回 2017年 | ショーン・ギネス       | 鈴木鼓太郎           | B：鈴木鼓太郎、日高郁人、金本浩二、高岩竜一、塚本拓海 |
| 第15回 2018年 | SUGI                   | HAYATA               | 阿部史典、青木優也、菅原拓也、HAYATA、SUGI、高岩竜一、朱崇花、日高郁人、新納刃、ロッキー川村 |
| 第16回 2019年 | HUB                    | SUGI                 | ヒデ久保田、MAO、ショーン・ギネス、SUGI、RAICHO、北村彰基、高岩竜一、日高郁人、阿部史典、HUB |
| 第17回 2020年 | 北村彰基               | エル・リンダマン     | ヒデ久保田、北村彰基、ドリュー・パーカー、SUGI、RAICHO、エル・リンダマン、タナカ岩石、大谷晋二郎、今成夢人、HUB |
| 第18回 2021年 | 阿部史典               | 北村彰基             | 北村彰基、リッキー・フジ、阿部史典、井坂レオ、ヒデ久保田、日力源太、新、アンディ・ウー、宮脇純太、馬場拓海 |
| 第19回 2022年 | 北村彰基               | 高岩竜一             | A：北村彰基、アストロマン、横山佳和、井坂レオ、政岡純 |
| 第19回 2022年 | 北村彰基               | 高岩竜一             | B：馬場拓海、ヤス久保田、高岩竜一、アンディ・ウー、仁木琢郎 |
| 第20回 2023年 | 星野良                 | 槙吾                 | 北村彰基、アストロ・ブラック、新井健一郎、槙吾、佐藤光留、井坂レオ、バンビート、星野良 |

## 歴代優勝者の願いごと
| 回数   | 優勝者                 | 願いごと その顛末 |
| ------ | ---------------------- | --- |
| 第1回  | 坂田亘                 | ロウ・キーと王座統一戦をしたい。 |
| 第1回  | 坂田亘                 | 2003年8月31日の岐阜産業会館大会にて実現して自分の天下一ジュニアヘビー級王座を賭けてロウ・キーが保持していたNWA UPW ZERO-ONE認定インターナショナルジュニアヘビー級王座にダブルタイトルマッチを挑戦。結果は勝利。 |
| 第2回  | 高岩竜一               | 橋本真也とシングルマッチをしたい。 |
| 第2回  | 高岩竜一               | 本人の承諾は得たもののプロレスリングZERO-ONEが解散して橋本が負傷休業中に急逝したため実現せず。 |
| 第3回  | 佐々木義人             | 本年度のBEST OF THE SUPER Jr.の優勝者とシングルマッチをしたい。 |
| 第3回  | 佐々木義人             | 優勝者であるタイガーマスクと交渉はしたものの実現せず。 |
| 第4回  | 藤田ミノル             | 師匠のTAJIRIとシングルマッチをしたい |
| 第4回  | 藤田ミノル             | 同年10月の後楽園ホール大会にて実現。結果は敗北。 |
| 第5回  | 田中将斗               | ZERO1-MAXとして両国国技館クラスのデカい試合会場で興行を行うこと。 |
| 第5回  | 田中将斗               | 当時のZERO1-MAXは2008年4月にJCBホールで興行を行うのが限界だったが、同年10月にZERO1-MAXを運営するファースト・オン・ステージが「プロレス・エキスポ」という形で両国3連戦を開催。田中将斗他、ZERO1-MAX関係のレスラーも大部分が参戦したため、やや遠回しではあるが実現したとも言える。なお2011年3月にはZERO1単独で両国国技館興行（10周年記念大会）が行われ、文字通りの要望がようやく実現した。 |
| 第6回  | 高岩竜一               | 永田裕志とシングルマッチをしたい。 |
| 第6回  | 高岩竜一               | 約束通り実現した上、永田裕志が保持していたが世界ヘビー級王座かけられた。結果は敗北。 |
| 第7回  | 日高郁人               | 師匠のFUNAKIとタッグを組みたい。 |
| 第7回  | 日高郁人               | フナキのWWE退団および日本復帰により2010年5月5日の後楽園ホール大会で実現。結果は敗北。 |
| 第8回  | 日高郁人               | 親友の伊藤崇文とシングルマッチをしたい。 |
| 第8回  | 日高郁人               | 2011年3月6日、ZERO1旗揚げ10周年記念大会でインターナショナルジュニアヘビー級王座を賭け、勝利し防衛を果たした。 |
| 第9回  | 澤宗紀                 | 格闘探偵団バトラーツの先輩である日高郁人と引退試合をしたい。 |
| 第9回  | 澤宗紀                 | 2011年11月9日のZERO1後楽園ホール大会で実現。結果は敗北。 |
| 第10回 | ジョナサン・グリシャム | 願いごと「なし」。 |
| 第10回 | ジョナサン・グリシャム | 日高と試合をする事が夢だったが決勝で叶ったため。 |
| 第11回 | HUB                    | ビリーケン・キッドとタイガースマスクをNWAインターナショナルライトタッグ王座に挑戦させてほしい。 |
| 第11回 | HUB                    | 2014年3月30日の奉納プロレスにて実現。見事第15代王者に輝いた。 |
| 第12回 | 日高郁人               | これからも天下一Jr.を毎年開催することを約束してほしい。 |
| 第12回 | 日高郁人               | 年に一度のペースで開催されてきたが前年に集客が見込めないことなどを理由に開催されなかったことから。翌年は無事に開催。 |
| 第13回 | 菅原拓也               | ZERO1ジュニアをもっと沢山の人に見てほしい。だから来年の天下一Jr.はシリーズにして全国周る。そしてトーナメント戦じゃなくてリーグ戦にしてほしい。 |
| 第13回 | 菅原拓也               | 毎年秋に開催していた天下一Jr.を願い通りトーナメントから2017年は全国を周るリーグ戦として春に開催。 |
| 第14回 | ショーン・ギネス       | 日本が大好き。ZERO1はマイホーム。大好きです。一番燃えてるファンは日本のプロレスファンです。大好きです。だから日本にずっと住みたい。日本に帰化したい。日本人の名前がほしい。 |
| 第14回 | ショーン・ギネス       | 2018年2月時点でショーンは日本で活動中だが帰化した報告はなし。 |
| 第15回 | SUGI                   | 来年、天下一Jr.を後楽園ホールでやって欲しい。 |
| 第15回 | SUGI                   | 2019年の天下一Jr.優勝決定戦を後楽園ホールにて行なう事が決定。 |
| 第16回 | HUB                    | GAINAと後楽園ホールでシングルマッチをしたい。 |
| 第16回 | HUB                    | 2019年11月17日に実現。結果は勝利。 |
| 第17回 | 北村彰基               | 来年3月のZERO1両国国技館大会の第1試合で丸藤正道とシングルマッチで闘いたい。 |
| 第17回 | 北村彰基               | 丸藤の了承のもと、両国国技館大会での対戦が決定したが、新型コロナウイルスの感染拡大の影響で両国大会が翌年に延期となり、一旦丸藤との対戦は流れかけたが、2021年2月7日に行われたZERO1後楽園ホール大会にて対戦が実現。結果は敗北。 |
| 第18回 | 阿部史典               | 大谷晋二郎と自分が保持しているNWA世界&インターナショナルジュニアヘビー級王座を賭けて戦いたい。 |
| 第18回 | 阿部史典               | 大谷が負傷欠場中のため、現在対戦は延期となっておりタイトルマッチは流動的。 |
| 第19回 | 北村彰基               | 大谷晋二郎が戻ってくるまで自分がZERO1を守り引っ張っていきたいので、より一層の応援をお願いしたい。 |
| 第19回 | 北村彰基               | |
| 第20回 | 星野良                 | 新日本プロレスと闘いたい。 |
| 第20回 | 星野良                 | 2024年2月19日の新日本プロレス後楽園ホール大会の試合終了後、星野が会場を訪れ高橋ヒロムに対戦を直談判し、高橋も対戦を了承。同年3月3日のZERO1後楽園ホール大会にて対戦が実現するも、試合中のアクシデントにより星野が重傷を負い試合続行が不可能となり試合を棄権、高橋のTKO勝ちとなる。 |

## 天下一ジュニアヘビー級王座
天下一ジュニアヘビー級王座（てんかいちジュニアヘビーきゅうおうざ）は、プロレスリングZERO-ONEが管理、認定していた王座。

### 歴史
2002年12月15日、プロレスリングZERO-ONE両国国技館大会で開催された「天下一Jr.」に優勝した坂田亘が初代王者になった。
2004年4月12日、王者の坂田が「天下一Jr.」の開催にあたって返上。第2回「天下一Jr.」以降は優勝者にチャンピオンベルトが贈呈されても防衛戦は行われていないため、歴代王者にカウントされていない。

### 歴代王者
| 歴代 | 選手   | 防衛回数 | 獲得日付       | 獲得場所 （対戦相手・その他）         |
| ---- | ------ | -------- | -------------- | ------------------------------------- |
| 初代 | 坂田亘 | 5        | 2002年12月15日 | 両国国技館 星川尚浩 2004年4月12日返上 |